# Sula (Na Uy)
Sulaⓘ là một đô thị ở một hòn đảo của hạt Møre og Romsdal, Na Uy. Đây là một trong những đô thị có mật độ dân cao nhất ở Møre og Romsdal. Cần phải phân biệt nó với hòn đảo Sula ở hạt Sogn og Fjordane.
Đảo Sula ban đầu là một phần của Borgund. Borgund đã được nhập với Ålesund ngày 1 tháng 1 năm 1968 - nhưng đảo Sula đã được tách khỏi Ålesund làm một đô thị ngày 1 tháng 1 năm 1977.
Sula giáp: Breisundet về phía tây, Storfjorden và Vartdalsfjorden về phía nam, Hessafjorden và Borgundfjorden về phía bắc và eo biển hẹp Vegsundet về phía đông - có cầu bắc qua.